# Kokarje
Kokarje je naselje v Občini Nazarje.